# Francis de Saint-Vidal
Francis de Saint-Vidal, né Francis Porral de Saint-Vidal à Milan le 16 janvier 1840 et mort à Riom (Puy-de-Dôme) le 18 août 1900, est un sculpteur et médailleur français.

## Biographie

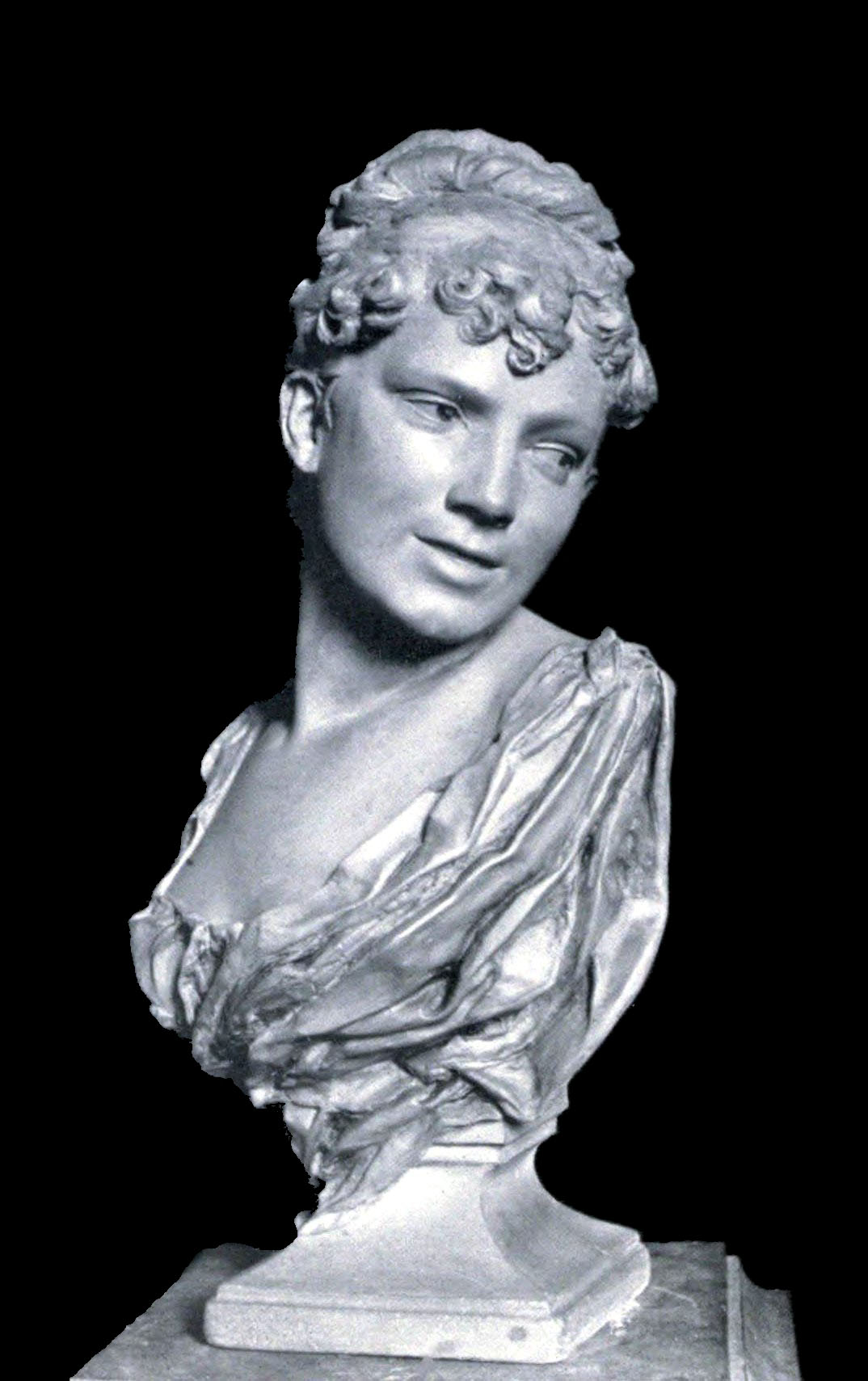
Buste de Madame Jeanne Granier, localisation inconnue.

Francis de Saint-Vidal descend d'une famille de magistrats de Riom. Il est le fils de Francis de Saint-Vidal, né en 1812, et de son épouse, née Élisabeth Wharton, fille du colonel Wharton. Il est élève de Jean-Baptiste Carpeaux.
Il débute au Salon de 1875 et devient membre de la Société des artistes français.

## Œuvres

### Œuvres dans les collections publiques
En Algérie
- Sétif : Fontaine d'Ain El Fouara, 1898. Sculpture défigurée le 18 décembre 2017. Restaurée et réinstallée le 5 août 2018

En France
- Bordeaux, Musée des beaux-arts : Ludwig van Beethoven, buste.
- Paris :
  - Champ-de-Mars : La Nuit essayant d'arrêter le génie de la lumière qui s'efforce d'éclairer la vérité, 1889, fontaine monumentale représentant les cinq parties du monde sous la tour Eiffel pour l'exposition universelle de Paris de 1889, fonte réalisée par la fonderie d’art Gasne à Tusey, œuvre détruite[2],[3],[4].   
    - Détruite par Qui? Quand? Pourquoi?

  - Cimetière de Montmartre, division 23 : Monument funéraire d'Alphonse de Neuville, 1894.
  - Place de Wagram : Monument à Alphonse de Neuville, 1889, bronze, envoyé à la fonte sous le régime de Vichy[5].
  - Angle de la rue Bonaparte et de la rue de l'Abbaye : Monument à Claude Humbert Piarron de Chamousset, inauguré le 3 septembre 1900 par le président Émile Loubet.
- Versailles, Musée de l'Histoire de France : Jean-Baptiste Carpeaux, statue.
- Saint-Omer, musée de l'hôtel Sandelin : Statue d'Alphonse de Neuvill, 1888, plâtre (modèle de la statue en bronze inaugurée en 1889 pour la place Wagram à Paris, et fondue sous l'occupation.

### Œuvres référencées, non localisées
- Buste de Madame Jeanne Granier, plâtre[6]
- Monument à Hector Berlioz, 1897, maquette en terre[7].
- Portrait d'Alphonse de Neuville, Salon de 1898, buste en marbre[8]